# Salinero
Salinero est un cheval hongre hanovrien de dressage monté par la cavalière néerlandaise Anky van Grunsven. Son nom complet est Keltec Salinero et son nom d'origine était Gestion Salinero. Ses parents sont Salieri et Lungau.
Le décès de Salinero est annoncé le 6 décembre 2022, à l'âge de 28 ans.

## Palmarès
- 2012 jeux olympiques Londres : médaille de bronze par équipe, 6e place en individuel et annonce de la retraite de Salinero (il avait remplacé Upido pour cette compétition)
- 2009 Championnat d'Europe or par équipe et bronze individuel
- 2008 Jeux olympiques Hong Kong argent en équipe et or en individuel
- 2007 Championnats d'Europe  médaille d'or en équipe et en individuel
- 2006 JEM Aix-la-Chapelle (ALL) : GP Kür 86,10 % (1re place), GP 77,80 % (2e place)
- 2006 CHIO Rotterdam (NED) : GP 81,33 %
- 2006 CDI-W Final Amsterdam (NED) : 78,250 % (1re place)
- 2006 CDI 3*-W Bois-le-Duc (NED) : GP Kür 87,925 % (record mondial), GP 77,375 % (1re place)
- 2005 CDI-W Mechelen : (BEL)  GP Kür 83,600 %, GP 76,126 % (1re place)
- 2005 CDI-W London-Olympia (GBR) : GP Kür 82,850 %, GP 76,083 % (1re place)
- 2005 CDI 3*-W Maastricht (NED) : GP Kür 82,375 %, GP 78,000 % (1re place)
- 2005 CDIO 3* Aix-la-Chapelle (ALL) : GP Kür / CDIO 81,525 %, GP Spécial / CDIO 70,960 %, GP / CDIO 74,500 %
- 2005 CH-EU-D Hagen (ALL) : GP Kür 83,000 %, GP Spécial 76,160 %, GP 77,417 % (1re place)
- 2005 CDI 3* Gelderland (NED) : GP Spécial 78,640 %, GP 78,212 % (1re place)
- 2005 CDI-W Final Las Vegas (USA) : GP Kür 86,725 %, GP 78,000 %
- 2005 CDI-W Düsseldorf (ALL) : GP 77,416 %, GP Kür 84,425 % (1re place)
- 2005 CDI 3*-W Bois-le-Duc (NED) :  GP 75,750 %, GP Kür 83,600 % (1re place)
- 2004 JO Athènes 2004 (Grèce) : GP Kür 85,825 %, GP Spécial 77,800 %, GP 74,208 % (médaille d'or)
- 2004 CDIO Aix-la-Chapelle (ALL) : GP Kür 83,650 %, GP Spécial 77,160 %, GP 75,416 % (1re place)
- 2004 CDI-W Final Düsseldorf (ALL) : GP 75,791 %, GP Kür 83,450 % (1re place)
- 2004 CDI-W Bois-le-Duc (NED) : GP 75,208 %, GP Kür 81,400 % (1re place)
- 2004 CDI-W Amsterdam (NED) : GP 74,750 %, GP Kür 80,450 % (1re place)
- 2003 CDI-W Mechelen (BEL) : GP 72,125 %, GP Kür 80,825 % (1re place)
- 2003 CDI-W Maastricht (NED) : GP 70,083 %, GP Kür 79,975 %

Source : données reprises de la Wikipedia anglophone.